# Nefertiabete
Nefertiabete (nfr.t ỉ3b.t; "Uma Bela do Oriente") era uma princesa egípcia antiga da IV dinastia. Possivelmente era filha do faraó Quéops (r. 2551 a.C.-2528 a.C.).

## Tumba
Seu túmulo em Gizé é conhecido (G 1225). Essa mastaba tem cerca de 24,25 x 11,05 m. no tamanho.
Uma estátua dela, agora em Munique, provavelmente origina de seu túmulo. Ela é mais conhecida da sua bela estela de laje, agora no Louvre. É mostrada sentado de frente para a direita. É descrita com uma peruca longa e um vestuário da pele da pantera. Sua mão direita está estendida para a mesa. Uma mesa na frente dela é empilhada com pão. Sob a mesa são mostradas as oferendas, incluindo linho e pomada à esquerda, e sobre as ofertas à direita estão pão, cerveja, oryx e touro. À direita da laje, uma lista de linho é retratada.
O túmulo originalmente continha um eixo que continha o enterro de Nefertiabete. O eixo contém uma passagem e uma câmara. Fragmentos de um caixão de calcário branco com uma tampa plana foram encontrados. Um fosso canópico foi cavado em um dos cantos da câmara. A câmara continha tigelas e jarras. Um anexo com um eixo de enterro adicional foi adicionado mais tarde, mas foi completamente saqueado.

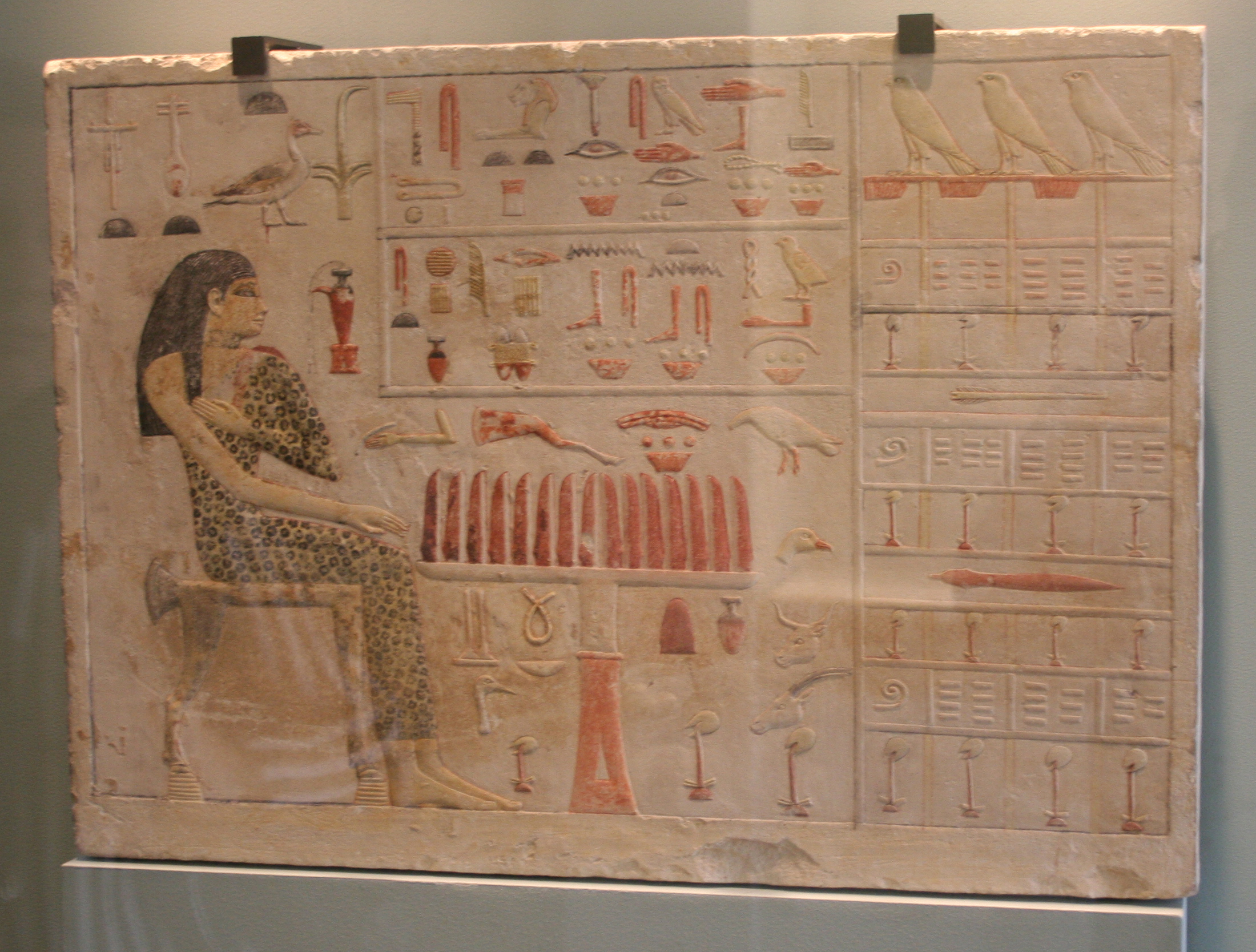
A estela de Nefertiabete de seu túmulo em Gizé.